# Rafael Ribó i Massó
Rafael Ribó i Massó   (Barcelona, 10 de maig de 1945) és un polític català. Fou diputat al Parlament de Catalunya i a les Corts Generals. Ha ocupat el càrrec de Síndic de Greuges de Catalunya des de l'any 2004 fins al 2022.

## Trajectòria personal i política
Va estudiar batxillerat amb els jesuïtes de Sarrià. Va ser membre de l'escoltisme (1955-1965) a l'Agrupament Escolta del Casal de Montserrat a la seva joventut. El 1963 va esdevenir membre del Sindicat Democràtic d'Estudiants de la Universitat de Barcelona. És llicenciat en Ciències Econòmiques i Dret per la Universitat de Barcelona, doctor en Ciències Polítiques, Econòmiques i Comercials per la mateixa universitat. Va estudiar Ciències Polítiques a Nova York, obtenint el Master of Arts in Political Science per la The New School for Social Research. En tornar a Catalunya, va ser professor de la Universitat de Barcelona i es va vincular a l'Assemblea Permanent d'Intel·lectuals Catalans i a l'Assemblea de Catalunya, i el 1977 va participar en el Congrés de Cultura Catalana.
El 1974 ingressà al PSUC, del qual va ser membre del comitè central el 1977 i secretari general del 1986 al 1997. A mitjans de la dècada de 1990, una part de dirigents del partit van impulsar un corrent reclamant la revitalització del PSUC, pràcticament congelat en el si d'Iniciativa per Catalunya, i van demanar un congrés per a clarificar la situació. Se'n va convocar el IX Congrés per a març de 1997, en el qual Ribó va aconseguir una majoria per deixar el partit inactiu, que en la pràctica desapareixeria, quedant només un nom jurídic sense cap activitat política. Molts dels seus detractors li retreuen haver migrat des del comunisme al nacionalisme conservador. Com a líder d'Iniciativa per Catalunya, referent català d'Esquerra Unida entre 1987 i 1998, tot i que Iniciativa per Catalunya no va formar mai part dels òrgans de direcció d'aquesta organització, va tenir enfrontaments personals amb el seu líder Julio Anguita, el que va provocar el trencament de les relacions entre les dues organitzacions l'any 1997. El 2003 va cedir la secretaria d'Iniciativa per Catalunya a Joan Saura. Va ser elegit diputat a les eleccions al Parlament de Catalunya de 1980, 1984, 1988, 1992 i 1995 i diputat per Barcelona a les eleccions generals espanyoles de 1993.
El 2001 va crear la Fundació Ulls dels Món amb Borja Corcóstegui, de la qual és president des dels inicis. Des del 17 de juny de 2004 va ser síndic de greuges de Catalunya, càrrec que mantindria fins al 14 de juliol de 2022, quan va acabar el seu mandat. En reconeixement de la seva «excepcional contribució» durant el seu mandat, la International Ombudsman Institute (IOI), l'organització en què estan representats els defensors del poble de tot el món, el va nomenar membre vitalici i li va concedir la seva Medalla d'Or al Mèrit.

## Obres
- Sobre el fet nacional (1977)
- Debat ideològic i democràcia interna (1979)
- Catalunya, nació d'esquerra (1988)
- La Riforma dello Stato (1997), amb Massimo D'Alema
- Pour une Europe Sociale et Politique (1998), amb JBorja, Ch.Fiterman, Stuart Holland, Pietro Marcenaro, P.Maragall, Michel Rocard
- Una altra Catalunya, una altra esquerra (1999)
- Concordia civil en Euskadi, Icaria (2004), coautor
- La regiones especiales en el proceso de reforma de los tratados de la Union Europea, ICPS (2005), juntament amb Edurad Roig
- Manual de Ciencia Política, Tecnos, diverses edicions, coautor